# 六家線
六家線（ろっかせん）は、台湾新竹県竹東鎮にある竹中駅と新竹県竹北市にある六家駅を結ぶ、台湾鉄路管理局の鉄道路線。
内湾線新竹 - 竹中間と合わせ、新竹市と台湾高速鉄道を連絡する役割を担う。

## 路線データ
- 管理者：台湾鉄路管理局
- 路線距離（営業キロ）：竹中 - 六家間 3.1 km
- 軌間：1,067 mm
- 駅数：2
- 複線区間：全線
- 電化区間：全線（交流25,000V）

## 歴史
2000年に着工した台湾高速鉄道には新竹駅が設置されることとなったが、同駅の位置は新竹市の中心地から離れた新竹県竹北市となっていた。そのため双方の新竹駅を結ぶ交通機関が計画された。
当初は地下鉄・新竹捷運による連絡が計画されたが、財政負担の問題から台湾鉄路管理局の路線改良・新設へ変更された。台湾鉄路管理局新竹駅と竹中駅の間は既存の内湾線を増強する形で、竹中駅と台湾高速鉄道新竹駅の間に新線を建設することとなった。竹中駅における接続工事のための内湾線区間休止を経て、新線区間は2011年11月11日、六家線として内湾線の休止区間とともに営業を開始した。
- 2005年5月31日 - 本路線を含む新十大建設の予算案が立法院の三読決議を通過[1]
- 2006年11月25日 - 着工[2]。
- 2007年3月1日 - 内湾線新竹 - 竹東間の運行を停止する[3]。
- 2011年11月11日 - 開業。内湾線と直通運転を開始[4]。

## 運行形態
30分間隔で区間車が運行されている。全列車が内湾線新竹駅まで直通する。

## 使用車両
- 通勤電聯車（区間車）
  - EMU600型電車
  - EMU500型電車

## 駅一覧
- 全線新竹県に所在。

| 駅名   | 駅名          | 駅間 キロ | 累計 キロ | 等級 | 接続路線・備考                                | 所在地 |
| 日本語 | 繁体字 中国語 | 駅間 キロ | 累計 キロ | 等級 | 接続路線・備考                                | 所在地 |
| ------ | ------------- | --------- | --------- | ---- | --------------------------------------------- | ------ |
| 竹中駅 | 竹中車站      | 0.0       | 0.0       | 甲簡 | 台湾鉄路管理局：■内湾線（新竹駅まで直通運転） | 竹東鎮 |
| 六家駅 | 六家車站      | 3.1       | 3.1       | 乙簡 | 台湾高速鉄路公司：■台湾高速鉄道（新竹駅）     | 竹北市 |